# SITRA
Sitra (en finnois : Suomen itsenäisyyden juhlarahasto), est un Fonds public d'investissement pour l'innovation de la  Banque de Finlande fondé en 1967. 

## Description
La fondation a été instituée en l'honneur du 50e anniversaire de l'indépendance de la Finlande. Selon les objectifs inscrits dans la loi Sitra doit promouvoir la prospérité économique de la Finlande et en particulier être un partenaire actif de l'essor d'un société de la connaissance et de l'innovation.
C'est une fondation publique indépendante qui opère depuis 1991 sous la supervision du Parlement finlandais. Le président de Sitra est Mikko Kosonen et le porte parole du gouvernement est le secrétaire d'état Martti Hetemäki. Sitra a aussi un Conseil de surveillance dont la responsabilité est de contrôler la gestion de Sitra et de prendre les décisions concernant son fonctionnement. Y participent des représentants du conseil de la Banque de Finlande nommés par le Parlement.

## Activités
En pratique, la fonction de Sitra est d'effectuer des recherches, des études, des essais, des projets pilotes, d'organiser des événements et des formations étroitement liés aux trois thèmes stratégiques de Sitra. Ces thèmes stratégiques représentent les défis les plus importants pour le bien-être durable en Finlande,.

### Thème Une économie circulaire neutre en carbone
L’objectif de ce thème est de construire une vie quotidienne durable basée sur une économie circulaire, où le bien-être ne repose pas sur la surconsommation de combustibles fossiles. Sitra a par exemple récemment publié la première feuille de route nationale au monde pour une économie circulaire et lancé des projets pilotes de la feuille de route.

### Thème Capacité de renouvellement
Le thème vise à renforcer la capacité et la volonté de la société finlandaise à se renouveler. Sitra a introduit ces dernières années le concept novateur de la couche d'échange de données, l'approche du travail des jeunes et le système d'information Tajua Mut! (Comprends moi!) ainsi que le concept Palvelutori pour les services aux personnes âgées. Sitra a également encouragé l'élaboration de la stratégie nationale sur le génome et créé le concept de clinique virtuelle unique en son genre, même au regard des normes internationales.
Les projets en cours dans le thème capacité de renouvellement sont: l'économie équitable des  données, les données de bien-être, la santé axée sur l'humain et le leadership dans le secteur public.

### Thème Nouvelle vie professionnelle et économie durable
Le thème encourage les efforts pour trouver de nouvelles solutions pour le travail et l'économie, expérimente ces solutions et aide à guider leur mise en œuvre pratique. 
Sitra a notamment créé un écosystème pour les investissements à impact et a lancé les premières obligations à impact social en Finlande.
Les projets en cours ayant pour thème Vie active et Economie durable sont les suivants: formation tout au long de la vie et investissement à impact.

### Prévoyance et perspicacité
Les projets en cours ayant pour thème Prévoyance et perspicacité sont Mégatendances, signaux faibles, la prochaine époque, dépassement du délai, connaissances pour la prise de décision et éducation pour un monde en mutation.

### Formation
Les projets en cours dans le cadre de la formation sont la formation au leadership pour une politique économique durable et Sitra Lab.

## Direction
En 2019, les membres du comité de direction sont:
- Martti Hetemäki, Ministère des Finances
- Jari Gustafsson, ministère de l'emploi et de l'économie
- Mikko Kosonen, premier vice-président, Sitra
- Anita Lehikoinen, ministère de l'éducation et de la culture,
- Kirsi Sormunen, VR-Yhtymä Oy et DNA,
- Markku Wilenius, professeur à l’Université de Turku, Centre de recherches pour le futur.

## Conseil d'administration
Le Conseil d'administration est formé des députés suivants :
- Matti Vanhanen, président
- Pentti Oinonen, vice président
- Kalle Jokinen,
- Antti Kaikkonen,
- Seppo Kääriäinen,
- Jutta Urpilainen,
- Pia Viitanen,
- Ville Vähämäki,
- Ben Zyskowicz,